# Machrihanish Bay
Machrihanish Bay är en vik i Storbritannien.   Den ligger i riksdelen Skottland, i den västra delen av landet, 600 km nordväst om huvudstaden London.